# 田村町小川
田村町小川（たむらまち こがわ）は、福島県郡山市の大字である。郵便番号は963-0722。

## 地理
郡山市南東部の田村地区に属する。北で田村町手代木、北東で中田町高倉、南東で田村町金沢、南で田村町東山、田村町山中、西で田村町大善寺とそれぞれ隣接する。概ね町村制施行以前の田村郡小川村の流れを汲む地域である。一級水系阿武隈川水系矢田川支流前川流域を主な範囲とする。川沿いの平地に田畑が広がり、西側を南北に貫く福島県道54号須賀川三春線沿線を中心に集落が位置する。東側は丘陵地帯であり、市内最大規模の墓地である東山霊園が造成されている。田村町大善寺に所在する郡山警察署田村駐在所及び田村町岩作に所在する郡山消防署田村分署がそれぞれ管轄にあたる。

### 主な字
字
- 上野
- 山田
- 角生内
- 岡市
- 下田

- 舘
- 戸ノ内
- 田中
- 後田

### 河川・湖沼
一級水系阿武隈川水系
- 前川

## 歴史
- 1879年1月27日 - 守山藩領小川村が福島県内における郡区町村制の施行により田村郡の村となる。
- 1889年4月1日 - 町村制の施行により小川村が大平村・下行合村・上行合村・金屋村・手代木村と合併し田村郡高瀬村が発足する。旧小川村域は高瀬村の大字となる。
- 1955年1月1日 - 高瀬村の一部が守山町と谷田川村と合併し田村町が発足し、田村町の大字となる。
- 1965年5月1日 - 田村町が郡山市、安積郡富久山町、日和田町、熱海町、安積町、喜久田村、逢瀬村、片平村、三穂田村、湖南村と合併し新たな郡山市が設立され、郡山市の大字となる。

## 世帯数と人口
2024年1月1日現在の世帯数と人口は以下の通りである。
| 大字       | 世帯数  | 人口  |
| ---------- | ------- | ----- |
| 田村町小川 | 128世帯 | 322人 |

## 小・中学校の学区
市立小・中学校に通う場合、学区は以下の通りとなる。
| 番地           | 小学校             | 中学校             |
| -------------- | ------------------ | ------------------ |
| 上野           | 郡山市立守山小学校 | 郡山市立守山中学校 |
| 上記を除く全域 | 郡山市立高瀬小学校 | 郡山市立高瀬中学校 |

## 交通

### 道路
- 福島県道54号須賀川三春線
  - 小川橋
- 一級市道61号小川笹川一丁目線
- 郡山市道高倉大善寺線

## 施設
- ふるさとの森スポーツパーク
- 東山霊園
- 東山悠苑
- 小川公民館
- 圓龍寺